# Vendetta - Les héritiers de la Brise de Mer
Pour les articles homonymes, voir Vendetta (homonymie).
Vendetta - les héritiers de la Brise de Mer est un livre sur le crime organisé corse, écrit par les journalistes Violette Lazard et Marion Galland et publié chez Plon en juin 2020.

## Sujet
Le livre, écrit par Violette Lazard, reporter à L'Obs et Marion Galland, journaliste à France Bleu Ajaccio relate la fin du gang de la brise de mer avec la mort de Richard Casanova et Francis Mariani et la vendetta tragique entreprise par deux enfants de membres de plusieurs bandes criminelles corses. Il s'agit d'un roman d'investigation.
Il prend comme point de départ en décembre 2017 le double assassinat près du dépose-minute de l'aéroport de Bastia  d'Antoine Quilichini dit « Tony le Boucher » et de Jean-Luc Codaccioni surnommé « Johnny » et se penche sur trois héritiers en particulier : Christophe Guazzelli, Jacques Mariani, et Ange-Marie Michelosi.

## Controverse
Jean-Luc Germani, membre du banditisme corse incarcéré à Arles et beau-frère de Richard Casanova, a saisi sans succès la justice en juin 2020 pour tenter d’interdire la sortie du livre,, en vain.

## Accueil
Le livre est accueilli plutôt favorablement par les médias et notamment par Le Monde.